# Trox matsudai
Trox matsudai är en skalbaggsart som beskrevs av Teruo Ochi och Hori 1999. Trox matsudai ingår i släktet Trox och familjen knotbaggar. Inga underarter finns listade i Catalogue of Life.